# Kobresia sikkimensis
Kobresia sikkimensis är en halvgräsart som beskrevs av Georg Kükenthal. Kobresia sikkimensis ingår i släktet sävstarrar, och familjen halvgräs. Inga underarter finns listade i Catalogue of Life.